# 安桥 (公司)
安橋（日语：オンキヨー株式会社）是一家1946年於日本成立的音响设备制造商。安桥专门生产高档家庭影院和音响设备，包括接收器、环绕声音扬声器和其他便携式设备。
2015年3月，安桥收购了先锋公司的家电业务，该公司生产家庭影院放大器、蓝光播放器和其他AV产品。作为回报，先锋公司收购了安桥公司14.95%的股份。 其家族仍然是该公司最大的股东，持有大约26%的股份；仅高于吉普森，后者持有16.5%的股份。
2019年5月，安桥宣布以约80亿日元的价格将家用影音业务出售给美国同行企业Sound United，后因Sound United的交易意向转变，该交易于当年10月被取消，导致安桥在2019财年陷入资不抵债困境。
2020年2月8号，安桥发出结束运营公告。2021年8月，安桥因业绩低迷被摘牌。2021年9月，安桥将家庭影音业务出售给夏普和美国音响设备公司VOXX，将耳机和头戴式耳机业务也出售给投资基金。2022年3月，安桥涉足音箱贴牌生产业务等的两家主要子公司申请破产保护。2022年5月13日，安桥宣布已向大阪地方法院申请破产保护，启动破产程序，并表示公司负债总额约为31亿日元。

## 图像

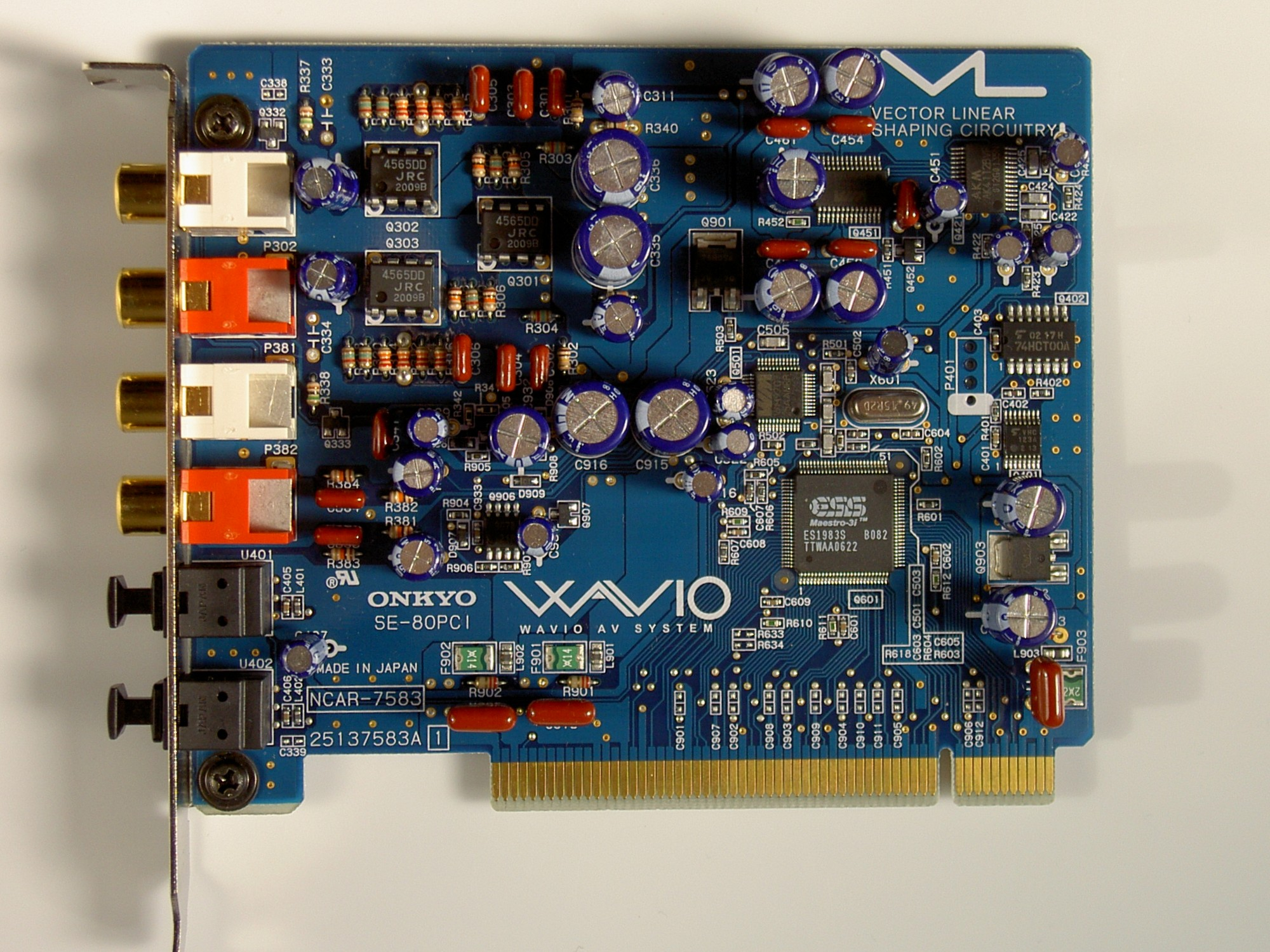
Onkyo Wavio SE-80PCI PC声卡
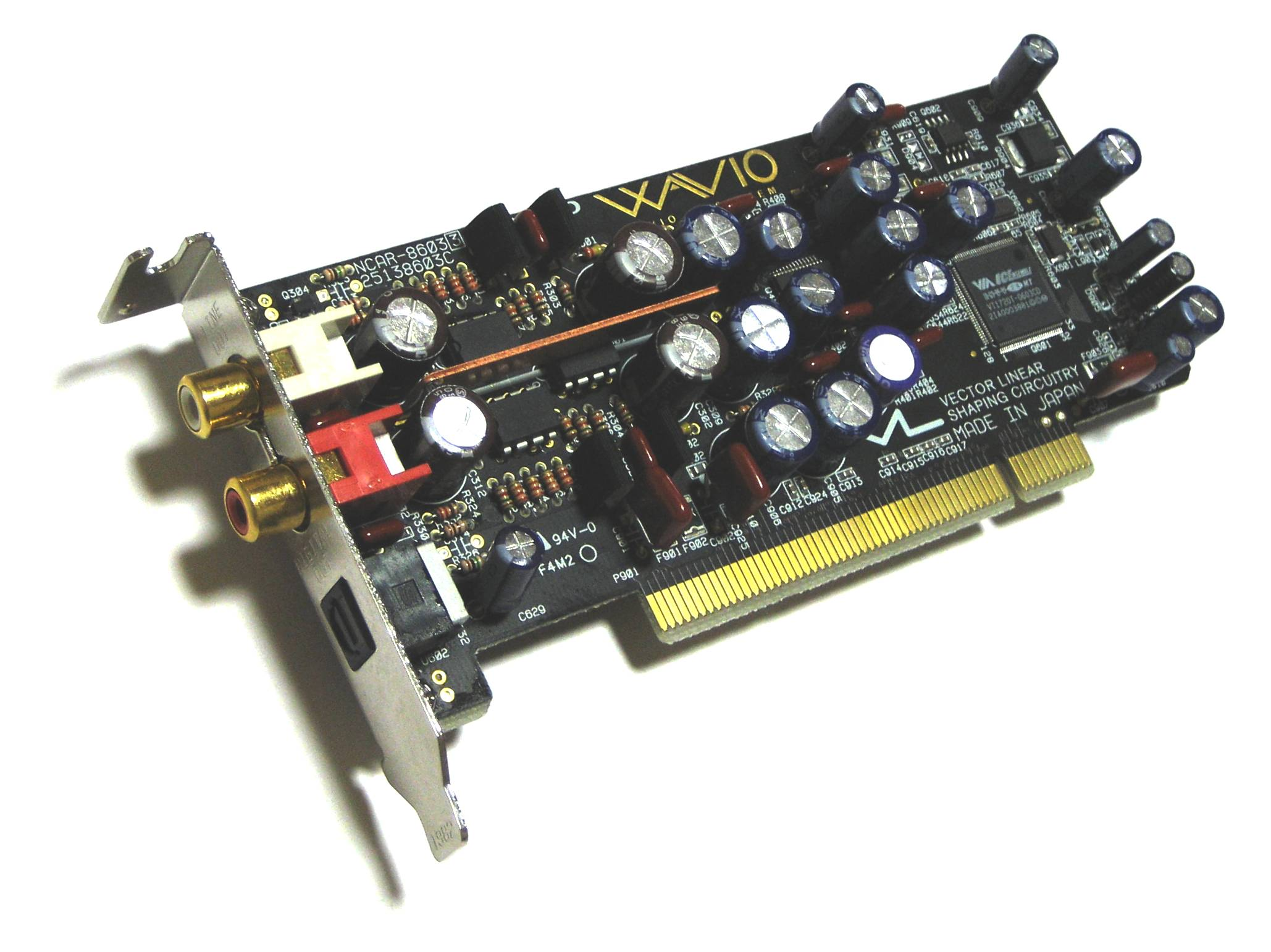
Onkyo Wavio SE-90PCI PC声卡
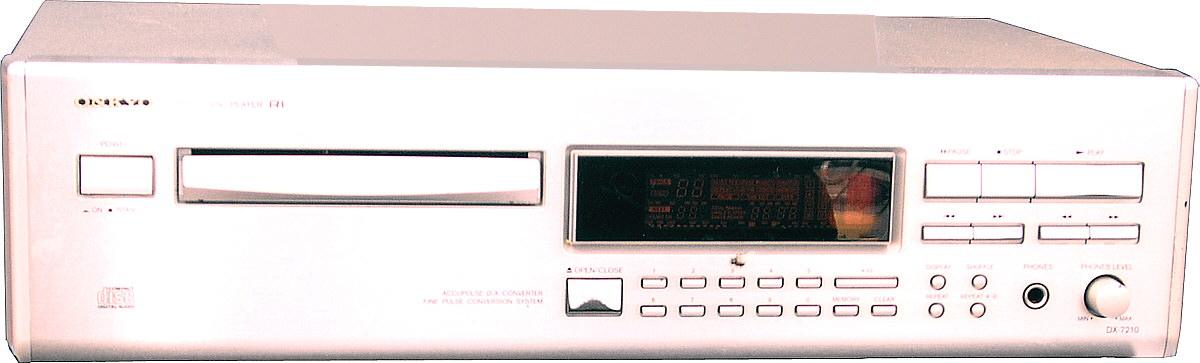
Onkyo DX7210 CD播放机
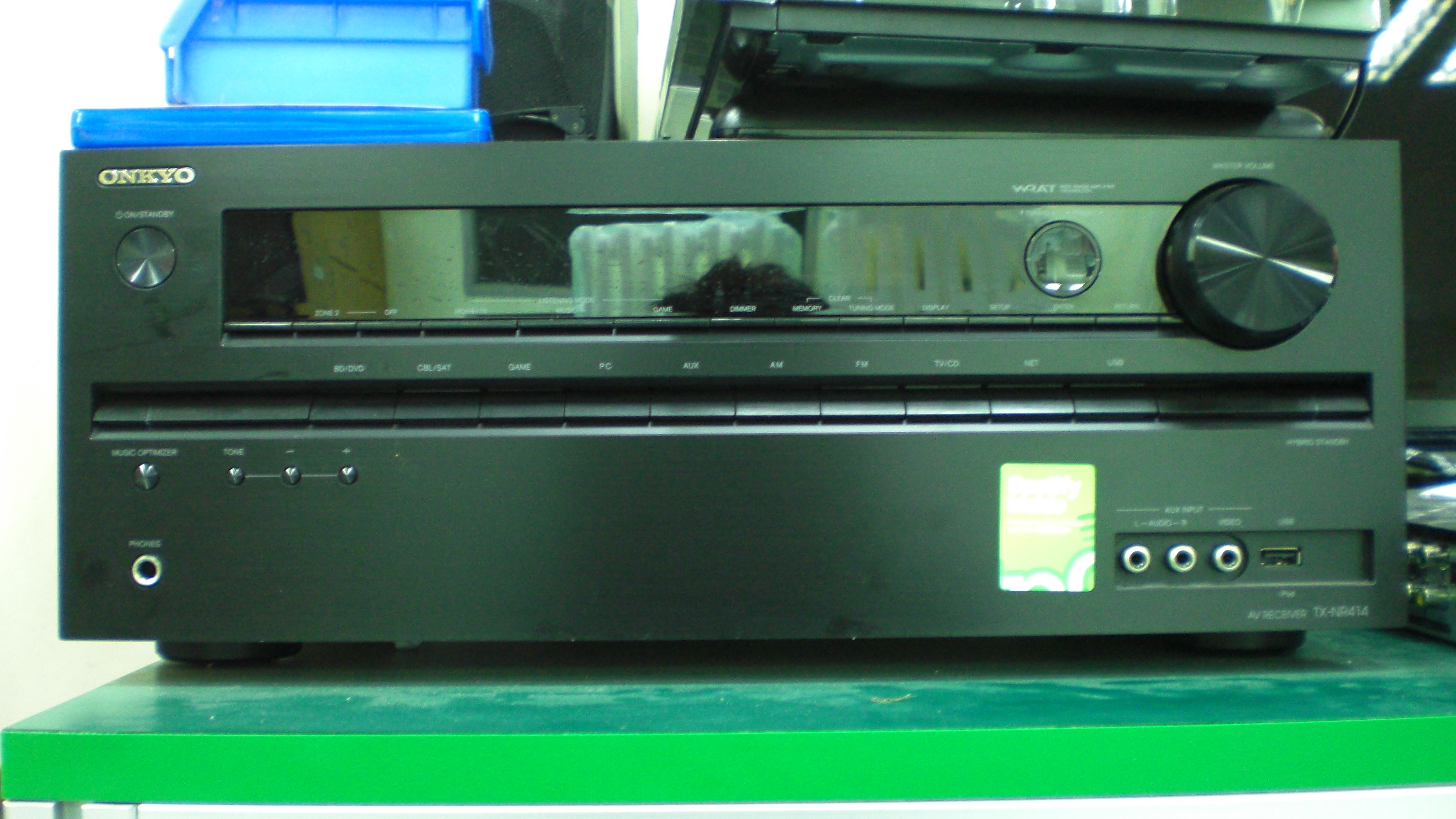
Onkyo TX-NR414 5.1 AV接收器
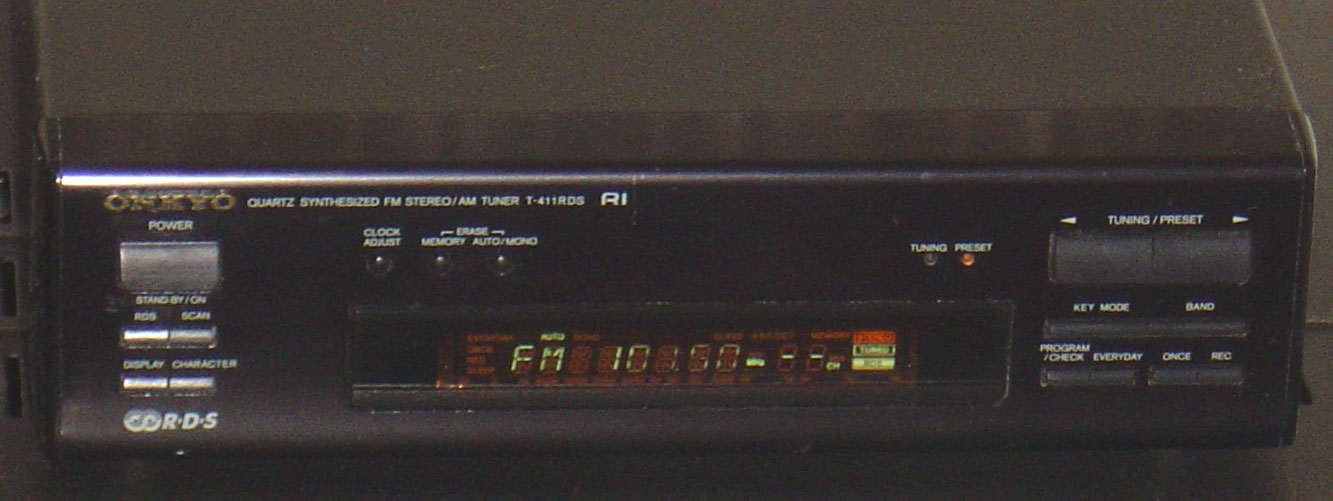
Onkyo T-411RDS 转换器
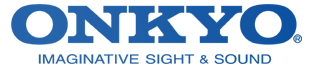
Onkyo图标

## 外部連結
- （英文）安橋全球 （页面存档备份，存于）